# Mathieu Reguaneau

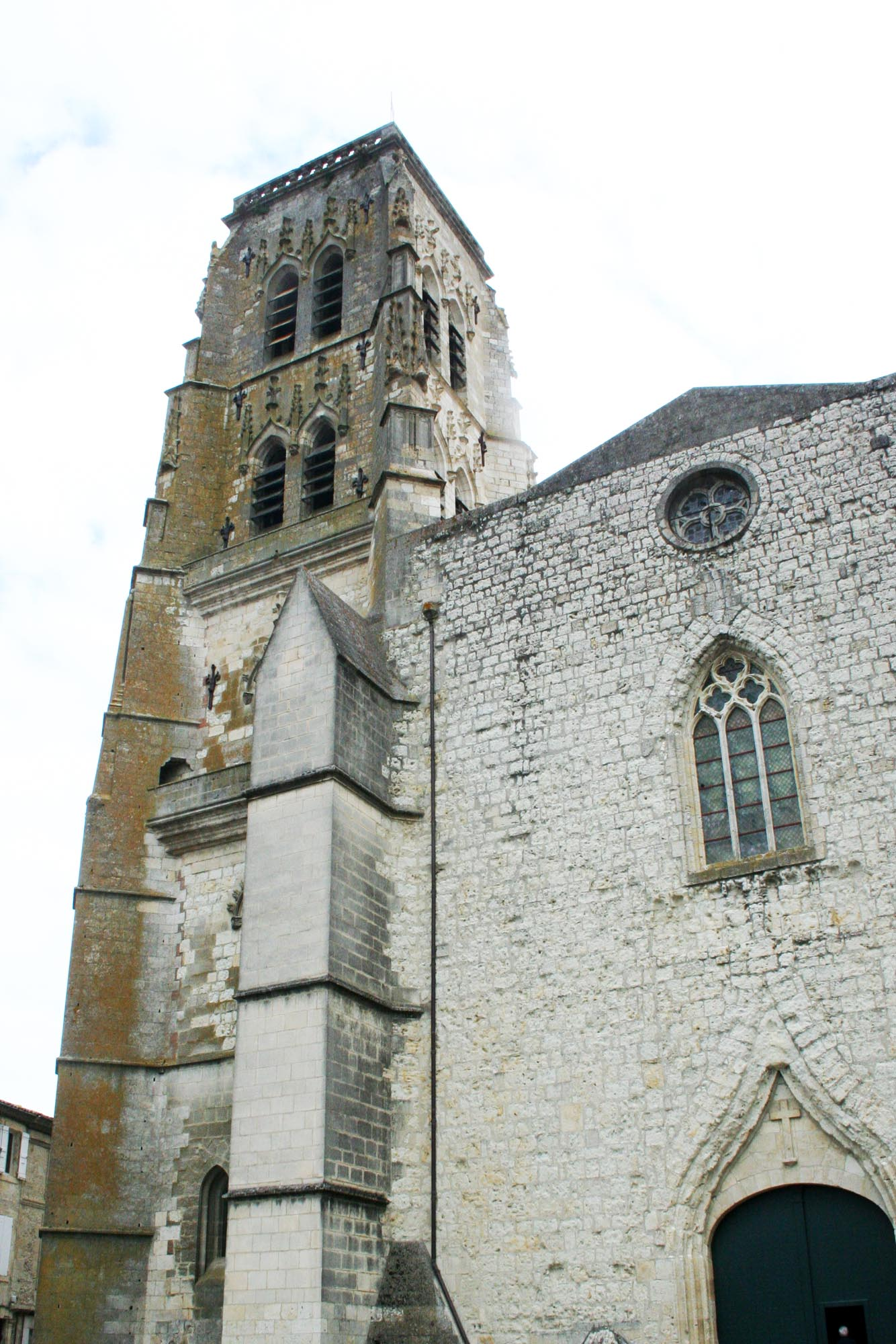
Le clocher et la façade de la cathédrale Saint-Gervais-Saint-Protais de Lectoure dans leur état actuel

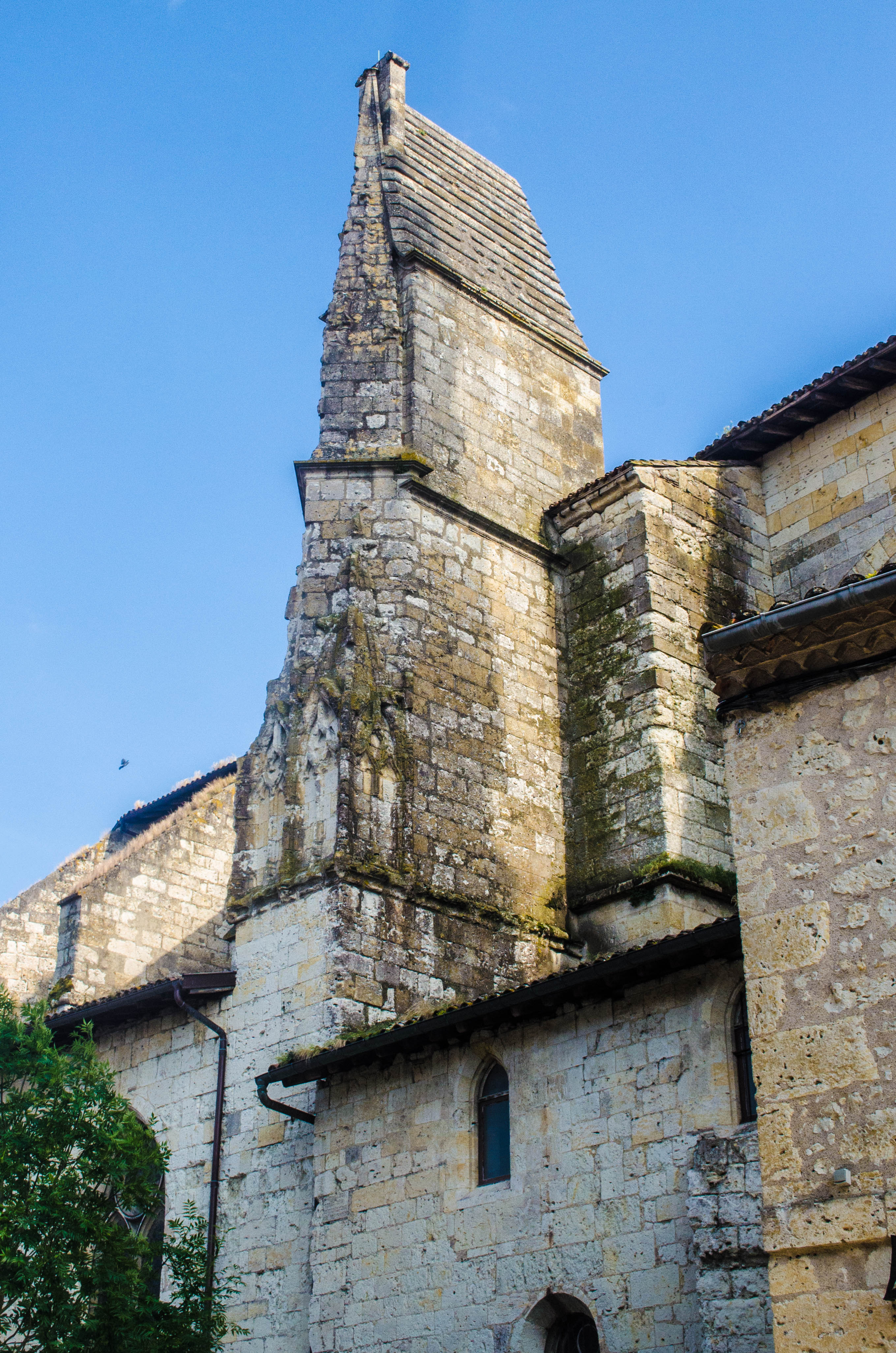
Le contrefort nord

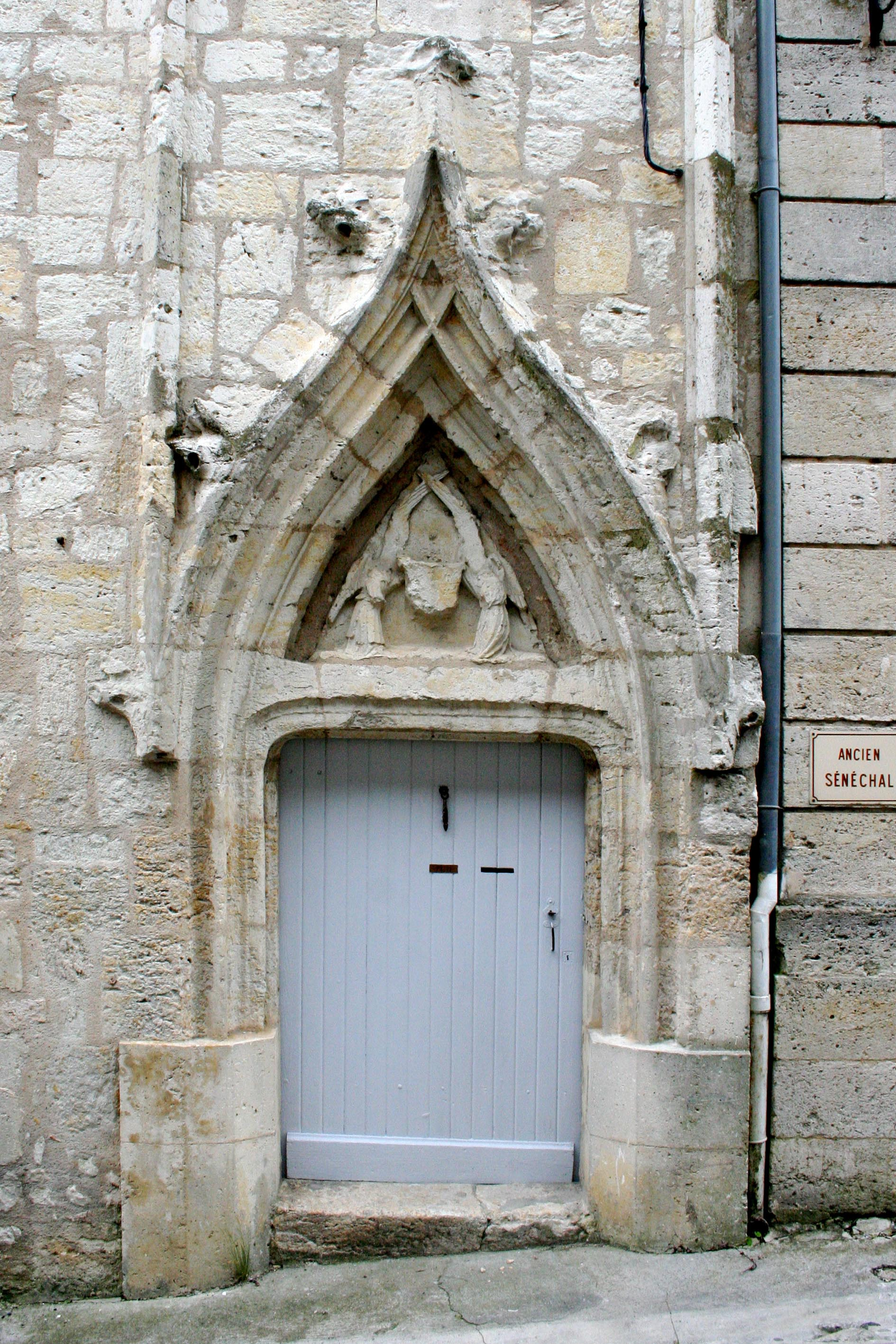
Porte de la Sénéchaussée

Mathieu Reguaneau, né en Touraine, mort à Lectoure (Gers) entre 1505 et 1513, est un architecte, maître d’œuvre, sculpteur et peintre, auteur entre autres du clocher et de la façade de la cathédrale Saint-Gervais-Saint-Protais de Lectoure (1488).

## Biographie
On ne sait rien de la vie de Mathieu Reganeau avant son installation à Lectoure. Il vient de Touraine, où il a certainement acquis une longue pratique de son métier, à la fois architecte, ingénieur, maître d’œuvre, sculpteur et peintre. Il est ce que l’on appelle en Gascogne un peyre, un spécialiste de la pierre et de la construction en général, capable de concevoir, de diriger des équipes et de réaliser de ses propres mains : caractéristiques de l’artiste de la Renaissance, bien que Mathieu Reguaneau travaille encore dans l’esprit du Moyen Âge et du gothique finissant.
En 1473, la ville de Lectoure a été prise par les troupes du roi Louis XI, le comte Jean V d’Armagnac a été tué, et la cathédrale, partie intégrante des défenses de la cité, a été ravagée : le clocher roman et la façade de la cathédrale sont détruits, comme du reste la plupart des édifices de la ville.
L'évêque Pierre d'Abzac de la Douze prend en charge la reconstruction de la cathédrale. En 1487, il fait appel à Mathieu Reguaneau, qui se fixe définitivement à Lectoure. Il y épouse Jeanne Bonnet dont il a un fils, Arnaud, et plusieurs filles dont une est l'épouse de l'orfèvre Jacques Le Gay.

### La cathédrale et le clocher
La reconstruction de la ville représente un chantier gigantesque. Pour rebâtir le clocher et la nef de la cathédrale, la porte principale de la ville, la porte Bocouère, étant sans doute rendue impraticable, Reguaneau fait construire un plan incliné en bois qui franchit les remparts, afin d’acheminer les matériaux et les pierres depuis les carrières des moulins de la Justice. Même si ce chemin surélevé ne s’avère pas nécessaire sur toute la distance (près de 1 500 m), ce n’en est pas moins un tour de force technique.
Reguaneau reconstruit un nouveau clocher en utilisant les fondations de l’ancien clocher détruit (une tour carrée romane surmontée d’une aiguille ajourée du XIIIe s.), sur une base légèrement plus petite. Le plan est carré, avec des contreforts d’angle à 45°. les étages se réduisent vers le haut, donnant à l’ensemble l’aspect d’une pyramide. Une tourelle extérieure cylindrique contient l’escalier à vis qui mène aux étages. Un étage octogonal poursuit l’élévation, surmonté d’une haute flèche aiguë. La décoration, inexistante dans les parties basses, devient plus abondante et complexe dans les parties hautes. Sur les contreforts d’angle, des niches avec dais portent douze statues d’évangélistes et de prophètes. L’horloge donne l’heure jour et nuit grâce à un globe lumineux. Les guerres de religion détruisent cette horloge et le beffroi des cloches, l’évêque Emmanuel-Louis de Cugnac fait abattre l’étage supérieur et la flèche, avant que la Révolution ne jette à bas les statues.
La porte d’accès au clocher, dans la première chapelle nord de la nef, porte encore sur son linteau la date du début de la reconstruction : i-m-ccc-lxxx-viii (de l’Incarnation, 1488). Une dizaine d’années est nécessaire pour l’achèvement.
Reguaneau relève la nef et la façade occidentale, qui est une vaste muraille, encadrée par deux puissants contreforts, terminés en bâtière, nécessaires aux grandes arcades qui devaient soutenir les coupoles de la nef romane (si tant est que ces coupoles aient jamais été édifiées) et à l’arc qui subsiste côté intérieur de la façade. La façade est percée en son centre d’un grand portail à arc en accolade, surmonté d’une grande verrière, puis d’un oculus (qui devait éclairer la nef, plus haute alors que l’actuelle, mais qui ouvre aujourd’hui sur les combles), et était terminée par un grand fronton triangulaire. La décoration abondante de cette façade, qui consistait en gables, pinacles et fleurons sculptés, et une série de dix niches surmontées de dais contenant des statues, au-dessus du portail, a disparu, victime des martelages lors des guerres de religion comme des intempéries sur une pierre calcaire fragile. Le portail lui-même a vu disparaître en 1826, au prétexte qu’ils gênaient le passage du dais pour les processions, le tympan, le linteau et le trumeau, remplacés par un assez quelconque arc en anse de panier (« une façon de porte de grange »).

### Autres réalisations
Outre le clocher et la façade de la cathédrale, Mathieu Reguaneau a édifié le puissant contrefort nord au niveau de transept, qui n'a pas son pendant au sud, vestige d’un projet grandiose non abouti. En 1490, il sculpte deux chandeliers de pierre pour l'autel des âmes du Purgatoire. Il travaille au cloître qui se trouvait côté sud. Il travaille également à la restauration de l'église du Saint-Esprit ou église des Carmes. Il réalise un tombeau dans l'église des Cordeliers. En 1498, il refait l'autel des âmes du Purgatoire.
Il a vraisemblablement travaillé au grand bâtiment qui abrite la nouvelle sénéchaussée d'Armagnac créée par Louis XI, dont les rares vestiges portent la marque de son style.
En 1499, il refait quatre piliers dans le chœur de la cathédrale d'Agen (la cathédrale Saint-Étienne, détruite à la Révolution). 
En 1502, il relève la triple porte orientale de Lectoure, la porte Bocouère dite encore porte du Boulevard, porte de Toulouse, porte des Jacobins, et qui s'appellera aussi porte Peinte en raison des peintures qu'il y réalise. Son troisième arc intérieur s'appuie sur la tour Saint-Thomas, et de là part une muraille qui, longeant la cathédrale, vient s'appuyer sur le contrefort nord-est du clocher, constituant une défense supplémentaire vers l’intérieur de la ville.
Il aurait travaillé à la réfection de l’abbaye de Saint-Maurin (Lot-et-Garonne), dont l’abbé commendataire est l’évêque de Lectoure, Bertrand de Lustrac. Les similitudes de style ont amené Christian Corvisier à cette hypothèse.

### Testament
En 1504, Mathieu Reguaneau rédige son testament auprès du notaire Guillaume Rigaldi. Il habite alors une maison au nord de la cathédrale. Le testament apporte quelques lumières sur les travaux qu'il a effectués et dont beaucoup n'ont pas été payés, sur sa famille, et sur ses associés dans ses travaux de construction. De nombreux collaborateurs ont contribué à son œuvre : Pey Banchet, Anthoni Drolha, Anthoni Bosc, Anthoni German, Anthoni Bernia, Anthoni deu Mas, Bernat, Johan Rotzie, Johan Traversa, Johan de Bordas, Pey deus Carmes, James, George Angeyloras…